# Jurisprudence des semoules
Pour un article plus général, voir Grands arrêts du Conseil d'État (France).
 (juin 2012).
Si vous disposez d'ouvrages ou d'articles de référence ou si vous connaissez des sites web de qualité traitant du thème abordé ici, merci de compléter l'article en donnant les références utiles à sa vérifiabilité et en les liant à la section « Notes et références ».
L'arrêt Syndicat général des fabricants de semoules de France, fréquemment abrégé en jurisprudence des semoules, est un arrêt de section prononcé par le Conseil d’État le 1er mars 1968. Il entérine une situation de coexistence de deux droits, l’un national et l’autre international, en refusant la prééminence du droit international sur une loi nationale postérieure et opposée. 

## Genèse
Le décret du 28 juillet 1962 remplace les droits de douane, dans l’optique de la création d’un marché commun européen, par un prélèvement communautaire, selon le règlement no 19 de la Communauté économique européenne.
Le 23 septembre 1963, le ministre français de l’Agriculture, Edgard Pisani, autorise l’importation en France de 400 000 quintaux de semoules de blé provenant d’Algérie. Considérant, selon l'ordonnance du 19 septembre 1962, que la France et l'Algérie font partie du même territoire douanier, le ministère décide, le 24 janvier suivant, que cette importation ne doit pas donner lieu au prélèvement communautaire.
Le Syndicat général des fabricants de semoules de France va alors demander l’annulation des décisions du ministère, mais cette demande est rejetée par le Conseil d’État français, le 1er mars 1968.

## Critiques
Cet arrêt du Conseil d'État manifeste une hostilité à la primauté du droit international sur le droit national, et contrevient à l’article 55 de la Constitution de 1958, qui accorde aux conventions internationales plus d’autorité qu’aux lois internes. Elle se justifie par l'existence d'un « écran » entre le traité international d'une part, et la décision administrative qui est jugée d'autre part. 
Mais trois arguments rendent cette jurisprudence de plus en plus insoutenable. Elle sépare le Conseil d'État de la plupart des autres cours européennes (qui reconnaissent la supériorité du droit international sur le droit interne) et des autres cours françaises (le Conseil constitutionnel et la Cour de cassation admettant également la primauté du droit international). Si elle se justifie par le désir de respecter la volonté du législateur, la loi peut être contestée devant des juridictions européennes, et cette explication perd sa pertinence. Enfin, l'imbrication croissante du droit international dans le droit interne conduit le Conseil d'État à reconnaître la primauté du droit international sur le droit interne. 
C'est ainsi qu'en 1989 que le Conseil d'État appliquera pleinement l'article 55 de la Constitution, avec l’Arrêt Nicolo.